# Arthur Wiggins
Arthur Frederick Reginald Wiggins (Bournemouth, Dorset, 5 de desembre de 1891 – Bembridge, Illa de Wight, 23 de juliol de 1961) va ser un remer anglès que va competir a començaments del segle xx.
Wiggins va néixer a Bournemouth. Estudià al New College, de la Universitat d'Oxford. El 1912 va prendre part en els Jocs Olímpics d'Estocolm, on guanyà la medalla de plata en la competició del vuit amb timoner del programa de rem. Aquell mateix any havia format part de la tripulació d'Oxford que guanyà la Regata Oxford-Cambridge. Tornà a disputar aquesta regata el 1913 i 1914.